# NGC 5006
NGC 5006 est une galaxie lenticulaire située dans la constellation de la Vierge. Sa vitesse par rapport au fond diffus cosmologique est de 3 067 ± 50 km/s, ce qui correspond à une distance de Hubble de 45,2 ± 3,3 Mpc (∼147 millions d'al). NGC 5006 a été découverte par l'astronome allemand Wilhelm Tempel en 1881.

NGC 5006 en haut à droite et NGC 5018 à gauche du centre (ESO)

À ce jour, une mesure non basée sur le décalage vers le rouge (redshift) donne une distance d'environ 33,800 Mpc (∼110 millions d'al). Cette valeur est nettement à l'extérieur des valeurs de la distance de Hubble. Notons cependant que c'est avec la valeur moyenne des mesures indépendantes, lorsqu'elles existent, que la base de données NASA/IPAC calcule le diamètre d'une galaxie et qu'en conséquence le diamètre de NGC 5006 pourrait être d'environ 40,8 kpc (∼133 000 al) si on utilisait la distance de Hubble pour le calculer.

## Groupe de NGC 5018

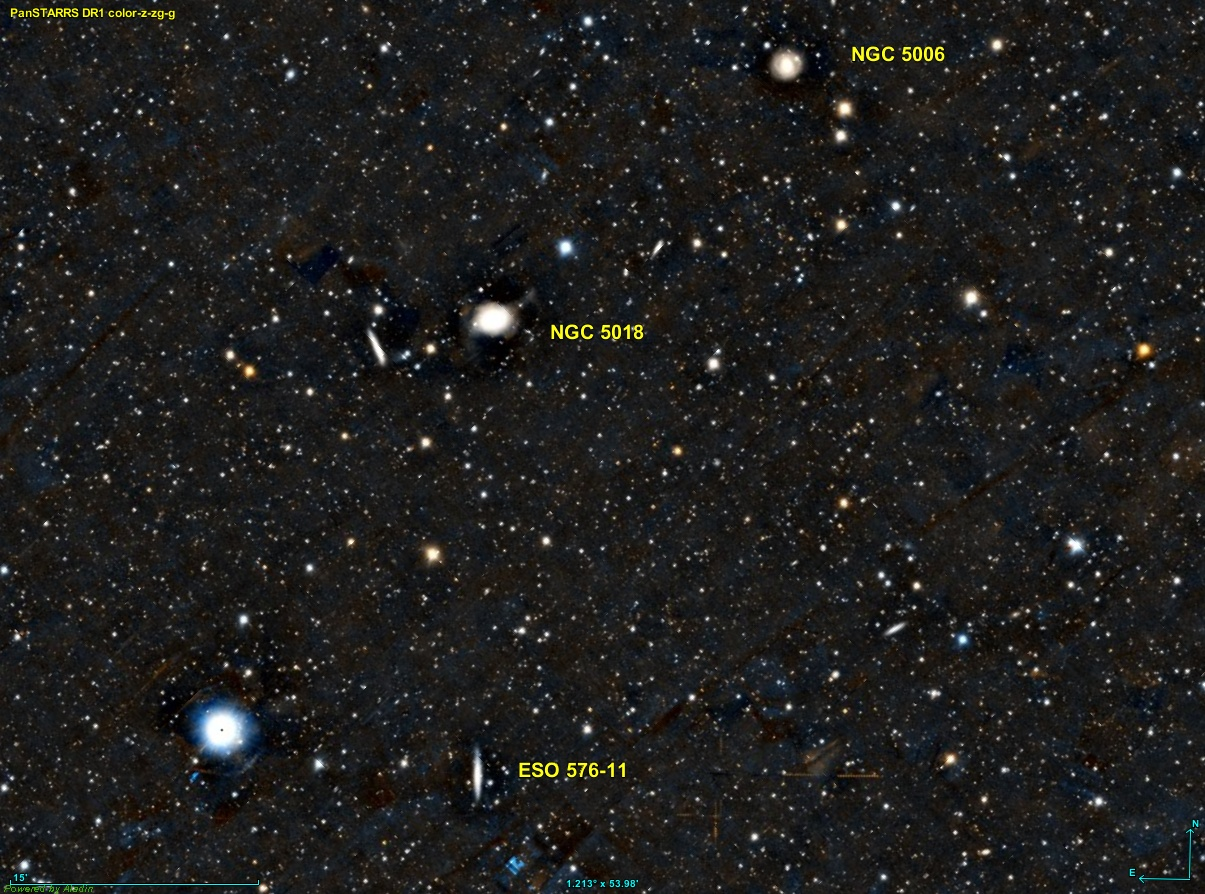
Les trois galaxies du trio de NGC 5018.

Selon A.M. Garcia, NGC 5006 fait partie d'un trio de galaxies, le groupe de NGC 5018. L'autre galaxie du trio est ESO 576-11.